# Draille
 (août 2024).
Si vous disposez d'ouvrages ou d'articles de référence ou si vous connaissez des sites web de qualité traitant du thème abordé ici, merci de compléter l'article en donnant les références utiles à sa vérifiabilité et en les liant à la section « Notes et références ».

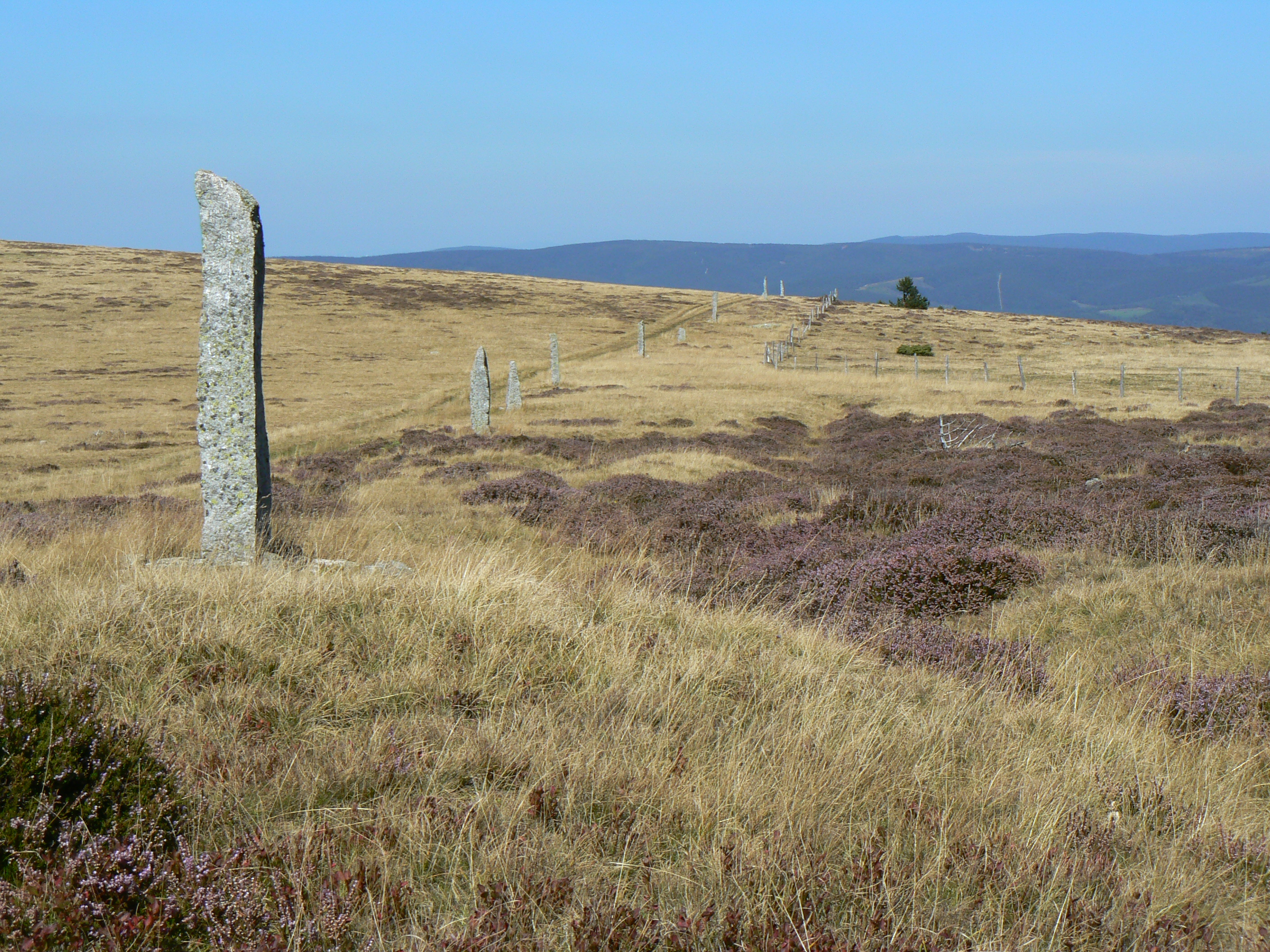
Draille constituée de montjoies sur le mont Lozère

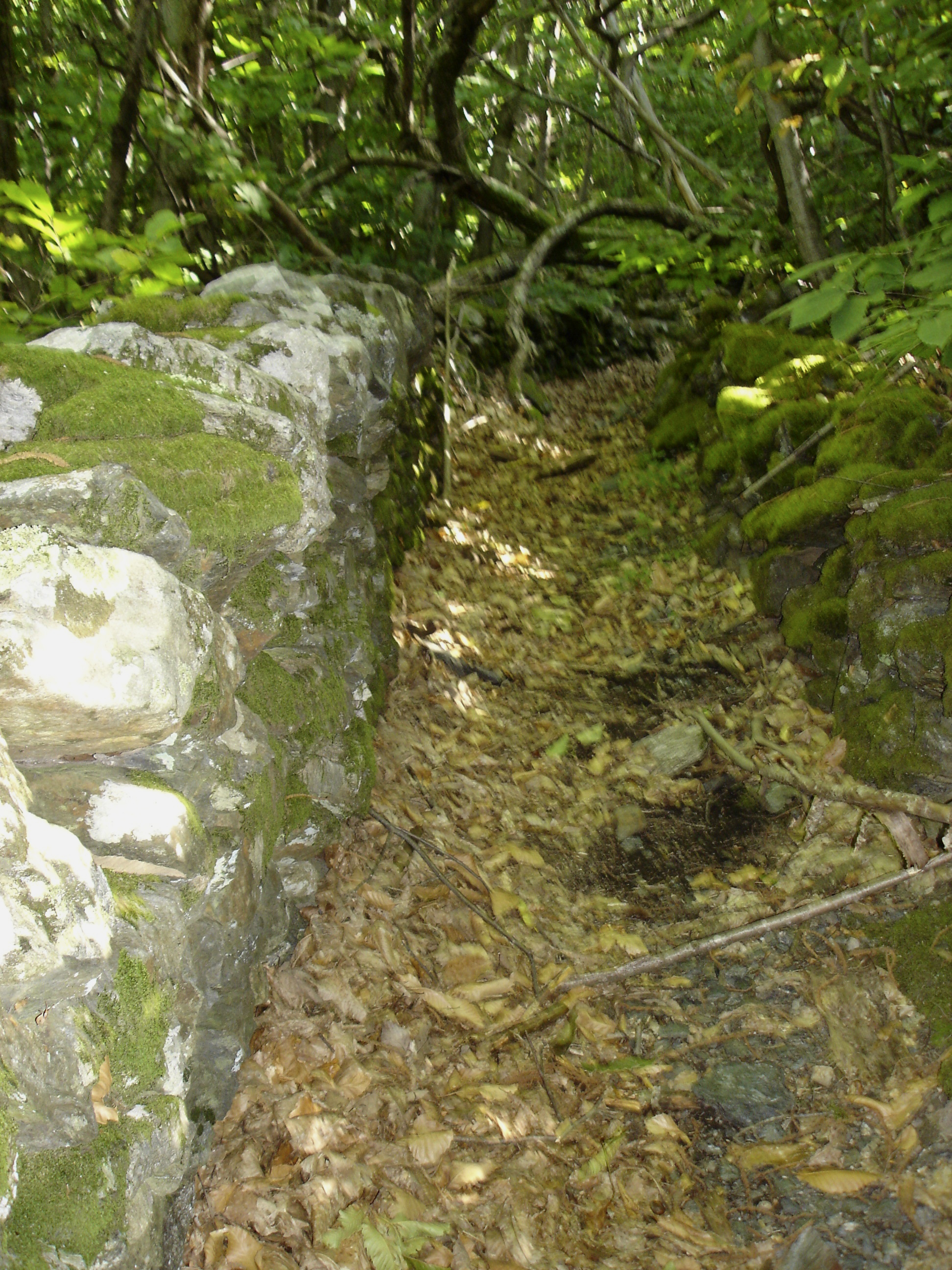
Draille à Castanet-le-Haut (Hérault)

Draille, carraire ou autres termes francisés issus des différents dialectes occitans sont des mots employés par les éleveurs de bétail des montagnes du midi de la France pour désigner le chemin de transhumance. 

## Étymologie et toponymie
Le mot occitan dralha (graphie classique), à prononcer ['draʎo], qui signifie « piste » et peut se retrouver sous des graphies diverses draio / draye ou tralha au XIVe siècle, vient d'un mot bas-latin tragula (de trahere « tirer ») utilisé pour signaler en montagne la trace la plus directe, par exemple pour la descente des bois coupés. Correspondant souvent au chemin le plus naturel pour que les troupeaux rejoignent l'estive, ce mot s'est aujourd'hui spécialisé dans le sens de « sentier » ou « piste de transhumance ».
Signifie aussi « passage pierreux et en pente dans les bois et les rochers », spécialement « pour évacuer le bois abattu », ou « ravin, couloir d'avalanche, torrent ».

## La draille - chemin de transhumance
Une des nombreuses transhumances passant par les drailles : pendant des siècles, les troupeaux ovins et bovins étaient hébergés l'hiver, dès la mi-octobre, dans les bergeries et étables des vallées abritées de l'Aveyron ou des plaines du Languedoc puis montaient l'été, vers le 25 mai, par ces chemins, pour pâturer librement dans l'Aubrac (en particulier sur la montagne de Mountasset pour les ovins) ; les monts de Lacaune ; etc.

## Tendances et avenir des drailles

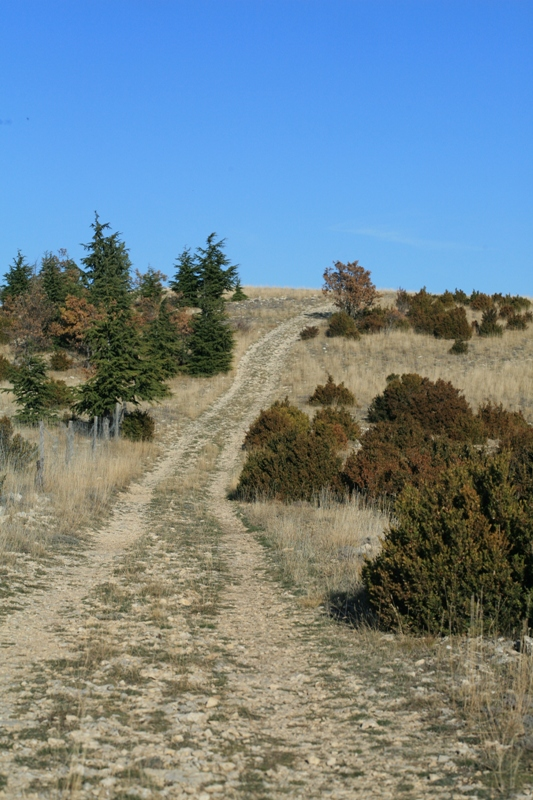
Draille sur la ligne de crête du Luberon

Aujourd'hui, on pratique encore la transhumance. Par exemple, sur l'Aubrac, celle-ci ne concerne plus que les bovins et donne lieu chaque année à une fête à Aubrac et au col de Bonnecombe.
Cependant, beaucoup de paysans et de bergers font transhumer leurs troupeaux par camions en raison de routes de plus en plus empruntées par des véhicules motorisés conduits par des estivants qui ignorent les usages, coutumes et nécessités liées à ces déplacements de troupeaux. 
Certains riverains de ces chemins, de ces routes, et les nouveaux propriétaires de pâtures inutilisées, ne laissent pas volontiers (ou moyennant une rétribution disproportionnée) les bêtes faire étape sur les prés. 
Certaines communes et particuliers ne se donnent pas la peine de protéger leurs décorations florales, leurs jardins qui finissent évidemment sous la dent du bétail. Beaucoup de drailles se retrouvent donc inutilisées car une transhumance emprunte les routes avant de les rejoindre.
La draille est en général marquée par des murets de pierre, qui s'élargissent de temps en temps pour ménager des espaces plus larges, permettant de regrouper le troupeau.
Certaines d'entre elles, qui utilisent le tracé d'anciennes voies romaines, ont été à leur tour réutilisées sous la forme de sentier de randonnée : le GR 60 qui passe sur le plateau de l'Aubrac emprunte le tracé de la Grande Draille du Languedoc.
Elles passent souvent sur les lignes de crête, tirent droit dans les montées et offrent des vues sur de nombreux paysages naturels et/ou remarquables.

## Écologie
Les animaux transhumant jouent un rôle de "corridor biologique ambulant" en transportant de nombreuses propagules comme le faisaient avant eux certains animaux sauvages qui descendaient dans les vallées en hiver. 
Pour cette raison, les drailles pourraient aussi présenter un intérêt et une valeur patrimoniale pour la biodiversité.